# Miguel Francis
Miguel Francis, né le 28 mars 1995 à Montserrat, est un athlète antiguais naturalisé britannique, spécialiste des épreuves de sprint.

## Biographie
Miguel Francis se distingue en 2013 en remportant à l'âge de 18 ans les championnats nationaux seniors sur 200 mètres, dans le temps de 20 s 60.
En 2014, il décroche le bronze lors des Championnats d'Amérique centrale et des Caraïbes juniors. Lors des championnats du monde juniors, il est éliminé en demi-finale.
En 2015, lors des relais mondiaux à Nassau (Bahamas), il établit un nouveau record national dans l'épreuve du 4 x 100 m en 39 s 01, en compagnie de Chavaughn Walsh, Daniel Bailey et Tahir Walsh. Le 28 juin, en finale des championnats nationaux, il établit le temps de 19 s 76 sur 200 mètres (vent défavorable de 1,1 m/s), signant la deuxième meilleure performance mondiale officieuse de l'année, le stade n'étant pas homologué,. Puis avec l'équipe de relais composée également de Chavaughn Walsh, Daniel Bailey et Cejhae Greene, il améliore ce record en 38 s 14, record des Jeux, en remportant la demi-finale des Jeux panaméricains à Toronto le 24 juillet 2015. La veille, il avait couru le 200 m en 20 s 05, record national reconnu, avec un vent juste à la limite de + 2,0 m/s. Aux championnats du monde de Pékin, il termine 4e de sa demi-finale en 20 s 14, ce qui représente le 7e temps global, mais est éliminé.
Le 11 juin 2016, Francis descend pour la seconde fois de sa carrière sous la barrière des 20 secondes et ce temps est cette fois-ci homologué : en 19 s 88, il remporte la course à Kingston et établit un nouveau record national.
Le 6 avril 2017, il obtient la nationalité britannique et concourt désormais pour le Royaume-Uni.

## Palmarès
| Date | Compétition           | Lieu    | Résultat | Épreuve   | Temps   |
| ---- | --------------------- | ------- | -------- | --------- | ------- |
| 2014 | Jeux du Commonwealth  | Glasgow | 7e       | 4 x 100 m | 40 s 45 |
| 2015 | Jeux panaméricains    | Toronto | 6e       | 200 m     | 20 s 20 |
| 2015 | Jeux panaméricains    | Toronto | —        | 4 x 100 m | DSQ     |
| 2015 | Championnats du monde | Pékin   | 7e (sf)  | 200 m     | 20 s 14 |
| 2015 | Championnats du monde | Pékin   | 6e       | 4 x 100 m | 38 s 61 |

## Records
| Épreuve | Performance | Lieu     | Date         |
| ------- | ----------- | -------- | ------------ |
| 100 m   | 10 s 28     | Kingston | 30 mai 2015  |
| 200 m   | 19 s 88 NR  | Kingston | 11 juin 2016 |